# Suède (matériau)
 (août 2016).
Si vous disposez d'ouvrages ou d'articles de référence ou si vous connaissez des sites web de qualité traitant du thème abordé ici, merci de compléter l'article en donnant les références utiles à sa vérifiabilité et en les liant à la section « Notes et références ».
Pour les articles homonymes, voir Suède (homonymie).

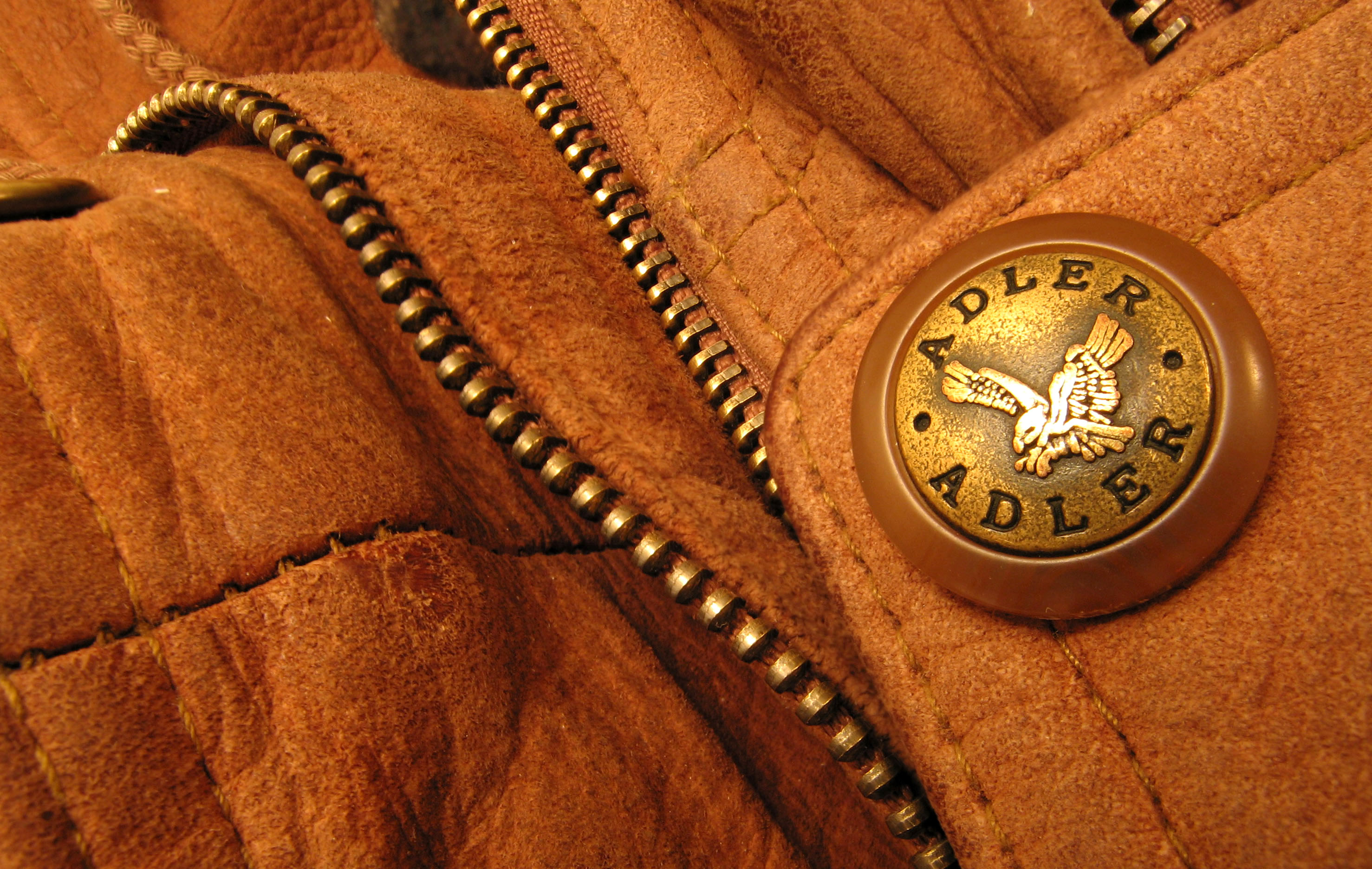
Détails d'un vêtement en suède.

Le suède est un type de cuir avec une finition plus douce.
Cette dénomination « cuir suédé », ou « suède », englobe deux types de cuirs, d'apparences semblables mais aux procédés de fabrication très différents : le nubuck et le veau velours (aussi parfois appelé cuir velours). Le nubuck provient de la face extérieure de la peau, qui est ensuite abrasée, tandis que le veau velours provient de la face intérieure de la peau (c'est pourquoi l'on parle aussi de « cuir retourné »), qui peut être aussi abrasée, ou simplement brossée,,.

## Description

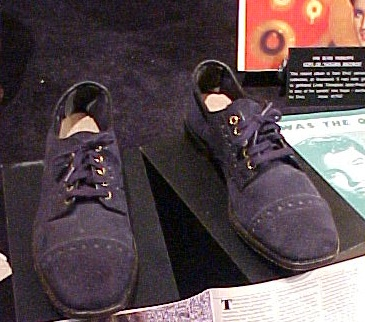
Chaussures en suède bleue.

Le suède est obtenu à partir de la face intérieure du cuir, généralement de la vache, il en existait aussi à base de daim ou de porc. Comme le suède est constitué uniquement de la couche intérieure de la peau, il est moins solide mais plus doux que le cuir classique. Ses caractéristiques de souplesse en font un matériau de choix pour l'habillement et usages sensibles. Le suède a été employé à l'origine pour les gants de femmes mais est également populaire dans la tapisserie d'ameublement, les chaussures, les sacs et autres accessoires. Il est également utilisé dans les doublures de produits en cuir.
C'est un matériau salissant, peu adapté à un usage quotidien.